# 人工智能逻辑
人工智能逻辑是指用逻辑方法（如数理逻辑）和逻辑成果研究智能主体（intelligent agent）如何处理知识的理论。人工智能逻辑的研究对象与人工智能研究的对象不同，人工智能逻辑不研究智能主体如何从外部获得知识。

人工智能逻辑的产生来源于人们在计算机中实现（implementation）知识处理的探索。为此必须建立实现知识处理的形式理论。至少在基础研究或者在理论重建的层面上，利用现代逻辑的种种方法和成果来建立上述形式理论成为必要。

处理知识又称知识处理，内容主要包括知识表示、知识反思、知识修正、知识推理。知识推理除了传统意义上的演绎推理、归纳推理和类比推理，还包括常识推理（commonsense reasoning）。常识推理是人类日常生活中获取新知识的最重要手段之一，具有非单调性和信息不完备性。人工智能逻辑即重点在研究常识推理的形式化及刻画。

经过多年发展人工智能逻辑发展了许多种类，比较完善的有缺省逻辑（default logic）、非单调模态逻辑、限定逻辑等！此外，还有一些讨论相似问题，并且在形式上与上述逻辑密切相关的逻辑，如正常条件句逻辑、相信修正逻辑、认知逻辑。还有一些讨论类似问题，但在形式上与上述逻辑的关系更为松散的理论。例如逻辑编程理论、相信修正理论。上述分类并不十分严格，例如逻辑编程理论可以嵌入非单调模态逻辑。由此也可看出人工智能逻辑是一类严格意义上的逻辑（应用逻辑）和一类不严格意义上的逻辑（逻辑的应用）的混合。
最早研究人工智能逻辑的是约翰·麦卡锡（John McCarthy），他提出采用逻辑方法来形式化人工智能需要解决的问题。